# Hans Bongartz
Hans Bongartz (* 3. října 1951, Bonn) je bývalý německý fotbalista, záložník. Po skončení aktivní kariéry působil jako trenér.

## Fotbalová kariéra
Začínal v druholigových týmech Bonner SC a SG Wattenscheid 09. 
V Bundeslize hrál za FC Schalke 04 a 1. FC Kaiserslautern, nastoupil ve 198 ligových a dal 39 gólů. V Poháru UEFA nastoupil ve 37 utkáních a dal 7 gólů. Za západoněmeckou reprezentaci nastoupil v letech 1976-1977 ve 4 utkáních. Byl členem západoněmecké reprezentace na Mistrovství Evropy ve fotbale 1976, nastoupil ve finalovém utkání proti Československu.

## Ligová bilance
| Ročník                                    | Zápasy | Góly | Klub                 |
| ----------------------------------------- | ------ | ---- | -------------------- |
| 2. německá fotbalová Bundesliga 1969/1970 | -      | -    | Bonner SC            |
| 2. německá fotbalová Bundesliga 1970/1971 | 23     | 3    | Bonner SC            |
| 2. německá fotbalová Bundesliga 1971/1972 | 31     | 9    | SG Wattenscheid 09   |
| 2. německá fotbalová Bundesliga 1972/1973 | 34     | 10   | SG Wattenscheid 09   |
| 2. německá fotbalová Bundesliga 1973/1974 | 34     | 18   | SG Wattenscheid 09   |
| Německá fotbalová Bundesliga 1974/1975    | 34     | 6    | FC Schalke 04        |
| Německá fotbalová Bundesliga 1975/1976    | 32     | 8    | FC Schalke 04        |
| Německá fotbalová Bundesliga 1976/1977    | 31     | 7    | FC Schalke 04        |
| Německá fotbalová Bundesliga 1977/1978    | 34     | 3    | FC Schalke 04        |
| Německá fotbalová Bundesliga 1978/1979    | 32     | 3    | 1. FC Kaiserslautern |
| Německá fotbalová Bundesliga 1979/1980    | 34     | 2    | 1. FC Kaiserslautern |
| Německá fotbalová Bundesliga 1980/1981    | 33     | 3    | 1. FC Kaiserslautern |
| Německá fotbalová Bundesliga 1981/1982    | 28     | 4    | 1. FC Kaiserslautern |
| Německá fotbalová Bundesliga 1982/1983    | 29     | 1    | 1. FC Kaiserslautern |
| Německá fotbalová Bundesliga 1983/1984    | 11     | 2    | 1. FC Kaiserslautern |
| CELKEM Německá fotbalová Bundesliga       | 198    | 39   |                      |